# Фореста (Катанцаро)
Фореста је насеље у Италији у округу Катанцаро, региону Калабрија.
Према процени из 2011. у насељу је живело 71 становника. Насеље се налази на надморској висини од 577 м.